# Taurcader
Taurcader is een geslacht van wantsen uit de familie van de Tingidae (Netwantsen). Het geslacht werd voor het eerst wetenschappelijk beschreven door Knudson in 2018.

## Soorten
Het genus bevat de volgende soorten:

- Taurcader heptabison Knudson, 2020
- Taurcader hexabison Knudson, 2018